# 釜山 (中国古地名)
釜山是中国传说中的上古地名，为黄帝与诸侯大会天下的地方, 在这里黄帝被推为盟主（即“合符釜山”）。然而，人们并不清楚釜山的具体位置，有学者认为是在如今中国河北省徐水的釜山，当地曾出土大量有关黄帝时代的文物，也有着一定数量有关黄帝的民间传说。